# マーシャル郡 (インディアナ州)
マーシャル郡（英: Marshall County）は、アメリカ合衆国インディアナ州の北部に位置する郡である。2010年国勢調査での人口は47,051人であり、2000年の45,1258人から4.3％増加した。郡庁所在地はプリマス市（人口10,003人）であり、同郡で人口最大の都市でもある。

## 歴史
マーシャル郡は1836年に設立された。これはヨーロッパ系アメリカ人が入植してきた初期の頃であり、1838年にポタワトミ族インディアンが強制移住させられた以前の時だった。郡名はアメリカ合衆国最高裁判所長官を務め1835年に死んでいたジョン・マーシャルにちなんで名付けられた。1838年のポタワトミ族死の道では出発点となった。これはアメリカ合衆国政府がメノミニー酋長と859人のポタワトミ族族員をインディアン準州、現在のカンザス州オサワトミまで660マイル (1,060 km) の距離を歩いて移動させたものだった。

## 地理
アメリカ合衆国国勢調査局に拠れば、郡域全面積は449.74平方マイル (1,164.8 km2)であり、このうち陸地443.63平方マイル (1,149.0 km2)、水域は6.11平方マイル (15.8 km2)で水域率は1.36％である。イエロー川が郡の北、中央、西を流れており、プリマス市内を通過する。ティピカヌー川は郡南東部を流れている。

### 主要高規格道路
| - アメリカ国道6号線 - アメリカ国道30号線 - アメリカ国道31号線 | - インディアナ州道8号線 - インディアナ州道10号線 - インディアナ州道17号線 | - インディアナ州道106号線 - インディアナ州道110号線 - インディアナ州道117号線 - インディアナ州道331号線 |

### 隣接する郡
- セントジョセフ郡 - 北
- エルクハート郡 - 北東
- カズヤスコ郡 - 東
- フルトン郡 - 南
- プラスキ郡 - 南西
- スターク郡 - 西

## 気候と気象
近年、郡庁所在地であるプリマス市の平均気温は1月の16°F (-9 ℃) から7月の86°F (30 ℃) まで変化している。過去最低気温は1985年1月に記録された-25°F (-32 ℃) であり、過去最高気温は1936年7月に記録された109°F (43 ℃) である。月間降水量は2月の1.86インチ (47 mm) から6月の4.48インチ (114 mm) まで変化している。

## 郡政府
郡政府は憲法による政体であり、インディアナ州憲法とインディアナ州法典によって特別の権力を認められている。

### 郡政委員会
郡政委員会は郡政府の立法府であり、郡の歳出や歳入を管理している。委員は郡内の選挙区から選出され、任期は4年間である。給与、年間予算、特別支出を設定する責任がある。郡レベルで所得税や資産税、消費税、サービス税を課する限定付き権限があるが、所得税と資産税は州の承認を要する。

### 行政委員会
行政委員会は郡政府の行政府である。委員は郡全体を選挙区に選出され、任期は4年間で2年毎に半数が改選される。委員の一人、通常は最も経験のある者が議長になる。行政委員会は郡政委員会が決めた法を実行し、税金を集め、郡政府の日々の機能を管理する責任がある。

### 郡裁判所
郡は幾らかの民事訴訟を扱うことのできる小規模裁判所を維持している。判事は4年間任期で選出され、インディアナ州法廷弁護士協会の会員でなければならない。判事を補助するのがコンスタブルと呼ばれる法執行官であり、やはり4年間任期で選出される。特定の事件における判決に対しては、州レベルの巡回裁判所に控訴できる。

### 郡政府役人
上記以外に、保安官、検視官、監査官、財務官、登記官、測量師および巡回裁判所事務官が選挙で選ばれている。任期は4年間であり、郡政府の異なる部門を監督している。郡政府に選ばれる役人は支持政党を公にすることが求められ、また郡の住人でなければならない。
マーシャル郡はアメリカ合衆国下院議員インディアナ州第2選挙区に属し、2012年時点では民主党議員を選出している。インディアナ州議会上院では第5および第9選挙区に属しており、下院では第17および第23選挙区に属している。

## 人口動態
以下は2000年の国勢調査による人口統計データである。
| 基礎データ - 人口: 45,128人 - 世帯数: 16,519 世帯 - 家族数: 12,191 家族 - 人口密度: 39人/km2（102人/mi2） - 住居数: 18,099軒 - 住居密度: 16軒/km2（41軒/mi2） 人種別人口構成 - 白人: 95.53% - アフリカン・アメリカン: 0.30% - ネイティブ・アメリカン: 0.30% - アジア人: 0.31% - 太平洋諸島系: 0.02% - その他の人種: 2.54% - 混血: 1.01% - ヒスパニック・ラテン系: 5.90% 先祖による構成 - ドイツ系：36.6％ - アメリカ人：14.2％ - イギリス系：8.2％ - アイルランド系：8.0％ | 年齢別人口構成 - 18歳未満: 28.1% - 18-24歳: 8.7% - 25-44歳: 28.0% - 45-64歳: 22.0% - 65歳以上: 13.3% - 年齢の中央値: 36歳 - 性比（女性100人あたり男性の人口） - 総人口: 98.7 - 18歳以上: 94.9 世帯と家族（対世帯数） - 18歳未満の子供がいる: 35.8% - 結婚・同居している夫婦: 61.3% - 未婚・離婚・死別女性が世帯主: 8.3% - 非家族世帯: 26.2% - 単身世帯: 22.3% - 65歳以上の老人1人暮らし: 10.0% - 平均構成人数 - 世帯: 2.69人 - 家族: 3.15人 収入と家計 - 収入の中央値 - 世帯: 42,581米ドル - 家族: 48,527米ドル - 性別 - 男性: 33,999米ドル - 女性: 22,482米ドル - 人口1人あたり収入: 18,427米ドル - 貧困線以下 - 対人口: 6.8% - 対家族数: 4.8% - 18歳未満: 7.3% - 65歳以上: 6.6% |

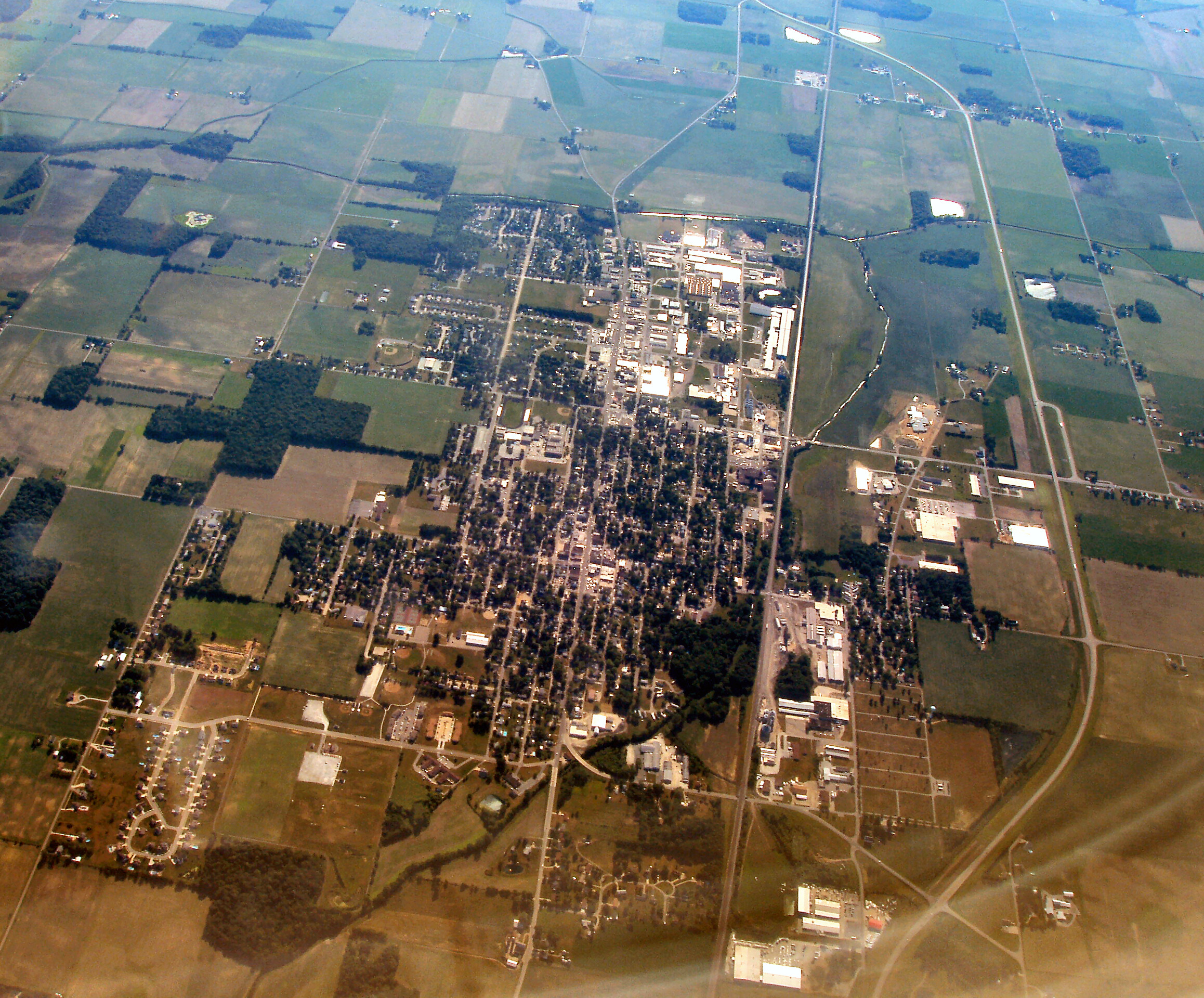
マーシャル郡はブレーメンのような平坦な農地の中に小さな町が所々にある

マーシャル郡は下記10の郡区に分割されている。
| - バーボン - センター - ジャーマン - グリーン | - ノース - ポーク - ティピカヌー | - ユニオン - ウォルナット - ウェスト |

## 都市と町
| - アーゴス - バーボン - ブレーメン | - カルバー - ラパス - プリマス - 郡庁所在地 |

### 国勢調査指定地域
- クーンツレイク